# 夢追い列車
「夢追い列車」（ゆめおいれっしゃ）は小柳ルミ子の25枚目のシングル。1978年4月25日にワーナー・パイオニアから発売された。

## 収録曲
1. 夢追い列車
作詞：伊藤アキラ、作曲：平尾昌晃、編曲：萩田光雄
2. しのび逢い
作詞：なかにし礼、作曲：平尾昌晃、編曲：萩田光雄